# 扶余市
扶余市（ふよ-し）は中華人民共和国吉林省松原市に位置する県級市。

## 歴史
扶余市は古代存在した扶余の故地であり、松花江の東岸に位置し古くから松花江水系の要衝であった。金代および元代には肇州に属した。明代には三岔河衛に属したが後にモンゴル人に占領された。
清初にベドゥネ・ギャムン（bedune giyamun、伯都訥站）が設置され、康熙年間にはその南に新城が築かれ新城と称され、清末の光緒年間には新城府が設置されその管轄とされた。中華民国が成立すると1913年（民国2年）に新城県が設置され、翌年扶余県と改称された。1987年に県級市に昇格し扶余市となり、1992年6月には地級市の松原市が新設されるに伴い扶余区と改編された。1995年に再び扶余県に改編され、2013年1月24日に再び県級市の扶余市に昇格された。

## 行政区画
5街道、12鎮、4郷、1民族郷を管轄：
- 街道弁事処：和興街道、育才街道、聯盟街道、士英街道、鉄西街道
- 鎮：三岔河鎮、長春嶺鎮、五家站鎮、陶頼昭鎮、蔡家溝鎮、弓棚子鎮、三井子鎮、増盛鎮、新万発鎮、大林子鎮、新源鎮、得勝鎮
- 郷：永平郷、新站郷、更新郷、肖家郷
- 民族郷：三駿満族モンゴル族シベ族郷

## 交通

### 鉄道

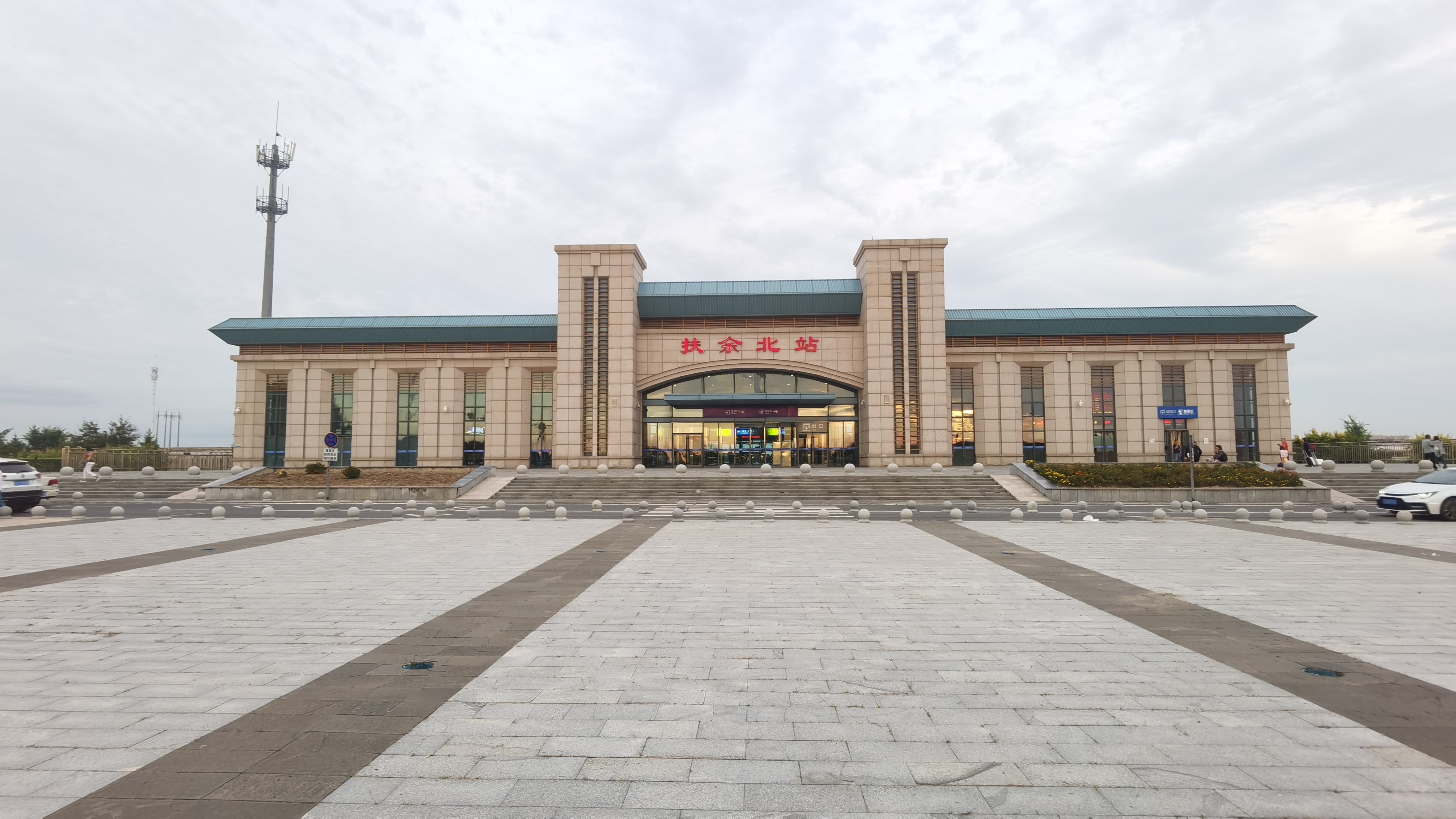
扶余北駅

- 中国国家鉄路集団
  - 哈大旅客専用線
    - 扶余北駅

  - 京哈線
    - 扶余駅

  - 松陶線（中国語版）

### 道路

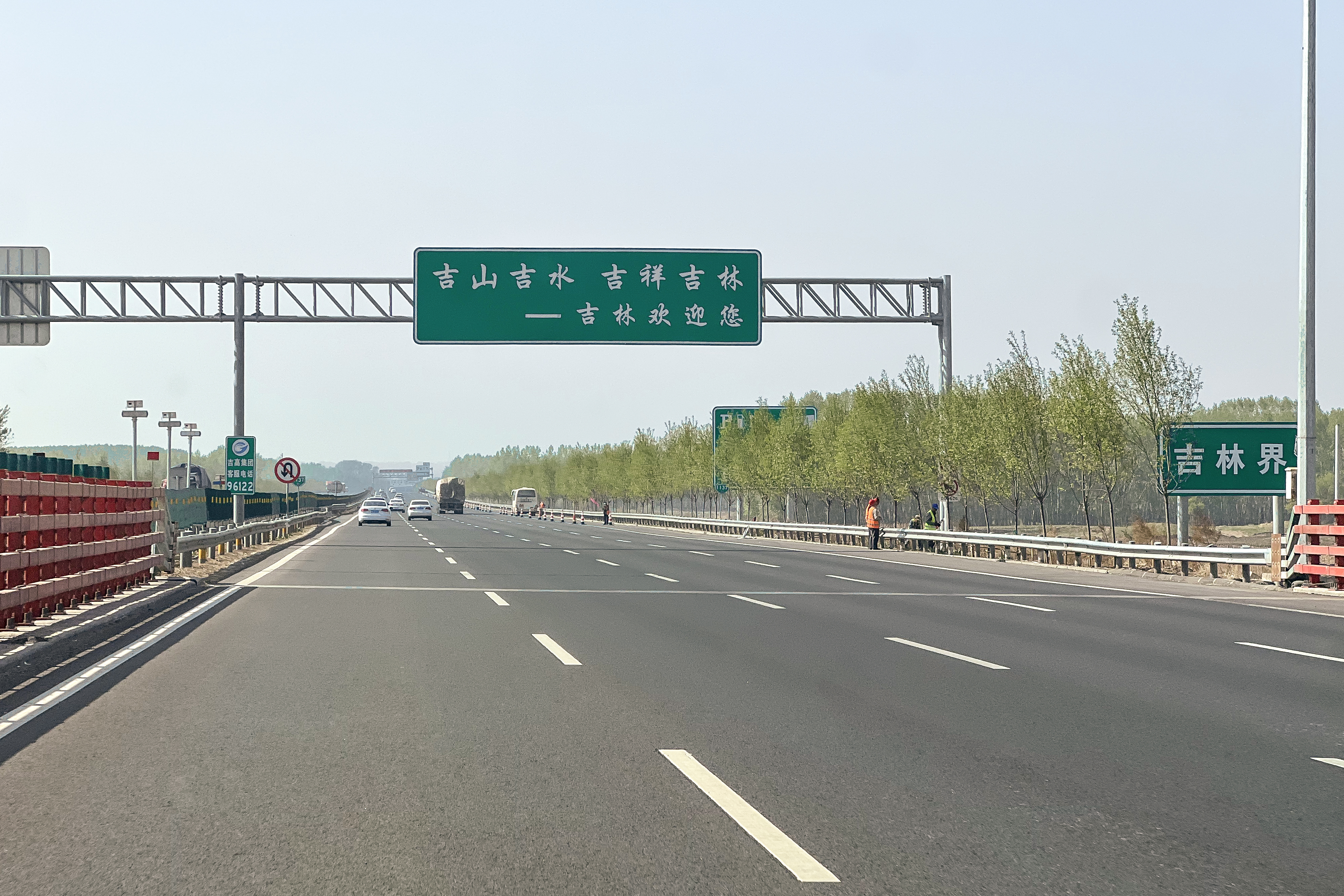
京哈高速道路 黒竜江省との省境付近

- 高速道路
  -  京哈高速道路
  -  鉄科高速道路（中国語版）
- 国道
  -  G102国道
  -  G503国道（中国語版）